# 地場産業
地場産業（じばさんぎょう）とは、地元資本の中小企業が、一定の範囲の地域において、技術、労働力、原材料などの経営資源をもとに特定の産物をつくり、発展してきた産業のことである。地場産（じばさん）と略されることがある。
「地域産業」と言われることもあるが、この場合、当該地域に存在するという意味しかなく、対象とする範囲が「地場産業」よりやや広くなる。
古くから現代まで生活の中で使われる伝統的工芸品をつくる伝統産業も地場産業に含まれる。

## 特徴
一定の地域に集積していることにより、産地卸が発達するなど集積のメリットが発揮され、技術・技能、労働力、原材料などの経営資源を活用し、互いに切磋琢磨しながら生産・販売活動を行ってきたことに特徴がある。
元々は当該地域に産する原材料を活かす生産形態であったが、次第に他地域から原材料を移入し加工するものも多くなった。また、販路も地域内需要に限らず、地域外への販売を志向し、藩や当該地域の経済を潤した。
戦後に出現した大企業をピラミッドとして下請企業と協力企業群からなる裾野を形成する企業城下町的な産業群があるが、大企業と関連する産業は通常「地場産業」とは呼ばない。ただ、「地域産業」という場合、これらも含む。
狭義では、製造業を指すが、広義では農林水産業や観光サービス産業も含めることがある。

## 産業政策の対象として
地場産業は中小企業群からなることから、その育成・振興は、当該地域の地方自治体の産業政策の重要な一部分を占めている。
その拠点として「産業会館」「地場産業センター」等が立地していることがある。また、広く知らしめるため、駅待合所や空港・港のロビーなどにその製品が展示されていることがある。

## 歩み
江戸時代に、各藩の奨励策によって、全国各地に地場産業が興った。繊維製品、各地の家具、仏壇・仏具、漆器、和紙、陶磁器などがそれである。その当時の地場産業はほとんどが、商品経済の波に飲み込まれ、産地としては消滅したり、わずかの事業者が近隣固定客向けに製造する体制を残存するのみとなったりしている例も少なくない。ただ、それらのうちいくつかは、今日、「伝統産業」として残っていたり、ブランド力を形成している。
大正時代には、動力機の普及により生産力は著しく拡大、輸出産業として当時の外貨獲得の担い手として脚光を浴びたものもある。織物、白絹、陶磁器などがそれである。さらに、生産力を手にした産地では量産による普及品の生産にも手を広げ、対米輸出等を図るものもあった。
第二次世界大戦後の昭和30年代には、高度経済成長とともに地場産業は発展を続けた。しかしこの時代に労働者の賃金の上昇がみられ始める。昭和40年代には、発展途上国の追い上げにより、国際競争力が低下し、輸出に影響が見られ始める一方、競合する輸入品の流入も見られ始めた。昭和50年代の安定成長時代には、地場産業の条件は一段と厳しくなり、労働条件の改善にも係わらず、次第に、人手不足に陥っていった。
プラザ合意以降の急速な円高の影響を受けたが、内外市場の構造変化のもとで、地場産業の高度化により活路を開こうとするものもあった。バブルによる景気拡大は地場産業にあまり及ばず、むしろ人手不足等が深刻になった。
こうしたなか、伝統産業としてブランド力を背景としたものについては、伝統的な日本文化に基礎を置いていることから、少量限定生産ながら高い単価の得られるマーケットを確立しており、なお存在感を有している。
一方、限定生産でない製品についても、力のある企業は、生き残りをかけて、消費者の指向の多様化を取り込み、デザイン力・企画提案力を向上し独自の新製品開発により活路をひらくもの、伝統的な用法から脱皮し新たな用途開発に挑むものなどがあり、これら少数の企業がリードして新天地を開こうとしている産地もある。いずれも、代替わりした経営者の意識・意欲がポイントであるといえる。
多くの地場産業は転換期を迎えている。ただ、バブル崩壊後の不況の中で、地場産業が興った地域は、歴史的に発展してきた土地であり、市街地に近く利便性は高いことから、閉鎖された工場跡地がマンション、大型店舗、平面駐車場になったりして、その姿を止めない例も少なくない。

## 類型
その成り立ちからして、次のように類型化できる。
- 江戸時代に生成し産業として既に確立していたもの
例: 綿スフ織物、丹後ちりめんなど
- 江戸時代の技術・資本の蓄積をもとに新たな分野へと発展を遂げたもの
例: 綿ネルから発達した今治タオル、各地の製紙など
- 明治以降新たに西欧から技術導入されて生成・発展したもの
例: 豊岡鞄、めがね、ばねその他の金属加工部品など